# Shameless (gruppo musicale)
Shameless è un superprogetto a cui hanno partecipato diversi personaggi noti della scena hair metal. In origine era una band locale formata a Monaco, Germania 1989, ma che si sciolse nel 1991. Venne poi riformata come super-band nel 1998 con membri di note heavy metal band statunitensi. Tra i vari membri figurano Steve Summers (Pretty Boy Floyd), Keri Kelli (Alice Cooper) e Stevie Rachelle (Tuff).

## Storia

### Origini
La prima versione dei Shameless venne formata nell'aprile 1989, dal bassista Alexx "Skunk" Michael a Monaco, Germania. La band divenne relativamente popolare nella loro città, tuttavia rimase una band locale e nient'altro. Inoltre non pubblicarono alcun album. Il cantante abbandonò la band nel 1991, e la band si sciolse.

### Rinascita e successo
Nell'estate del 1998, il bassista Michael conobbe il noto batterista Eric Singer, già membro di Kiss, Alice Cooper e molti altri. Singer decise di aiutare Michael a riformare gli "Shameless" per pubblicare il debut album Backstreet Anthems.
Parteciparono al progetto Steve Summers dei Pretty Boy Floyd e Stevie Rachelle dei Tuff che secondo Michael sarebbero stati perfetti per partecipare alla superband.
Nell'album erano presenti due cover: "Flaming Youth" dei Kiss e "Hard Dayz Night" dei The Beatles. Parteciparono alle registrazioni tredici membri, tra cui Summers, Rachelle, Michaels, Eddie Robison (Alleycat Scratch), Bruce Kulick (Kiss), Tracii Guns (L.A. Guns), Kristy Majors (Pretty Boy Floyd), Robert Sweet (Stryper) ed altri. L'album venne inoltre prodotto dal Gilby Clarke dei Guns N' Roses.
Dato il successo dell'album, nel 2000 Alexx Michael e B.C. decisero di registrarne un seguito. Tornati in Germania scrissero altre tracce che in aggiunta ad altre scritte dagli ospiti speciali, comporranno l'album. L'album verrà prodotto agli studios di Keri Kelli nella contea di Orange, California e si intitolerà Queen 4 a Day. Ariel Stiles, ex chitarrista dei Pretty Boy Floyd, scritte alcuni brani, mentre verrà inserita anche la traccia "American Man" scritta da Gene Simmons (Kiss), Jaime St. James (ex Black 'N Blue, oggi nei Warrant) e Tommy Thayer (ex Black 'N Blue, oggi nei Kiss) e la traccia "A Place Where Love Can't Go" scritta dai Tuff. Queste due tracce verranno poi inserite nell'album raccolta dei Tuff The History of Tuff del 2001. Anche in questo parteciparono ospiti d'eccezioni come i già presenti Stevie Rachelle, Kari Kane, Steve Summers, Eric Singer, Jani Lane (ex Warrant), Brian Tichy (Sass Jordan, Slash's Snakepit, Foreigner), Steve Riley (L.A. Guns, W.A.S.P.), Tracii Guns (L.A. Guns), Bruce Kulick (Kiss), Gilby Clarke (Guns N' Roses) ed altri.
L'album venne realizzato in Europa per la MTM Music, e la band fece tour in Germania e Paesi Bassi per promuoverlo. Bruce Kulick raggiunse la band in tour e suonò con loro qualche brano.
Nel 2001 Alexx Michael e Steve Summers apparirono anche sul tribute album dei Poison "Name Your Poison" per la Perris Records.
Anche Queen 4 a Day fu un successo, e la band decise di continuare il progetto pubblicando l'album Splashed nel 2002. Venne presa la decisione di sfoltire la formazione. L'album conteneva 11 tracce e un bonus DVD contenente materiale del loro tour del 2000 ed il videoclip del brano "Don't Hesitate".
Alle registrazioni parteciparono Steve Summers, Stevie Rachelle, Alexx Michael, Mike Fasano, Kari Kane, Keri Kelli e Jan Sick. I Shameless parteciparono anche al tribute album tedesco dei Kiss intitolato "KISS Undressed" con la traccia "Tomorrow", uscito nell'aprile 2003.
Dopo il successo dei tour europei nell'ottobre 2003 e primavera 2004, realizzarono un live album registrato in una performance nel Regno Unito, intitolato Super Hardcore Show.
Dopo qualche anno di pausa, gli Shameless tornano sulle scene nell'aprile 2007 con il loro quarto album in studio Famous 4 Madness. Le undici tracce vedevano Steve Summers, Stevie Rachelle, Phil Lewis, Jani Lane e l'ex Mötley Crüe John Corabi.
Tutte le chitarre nell'album sono suonate da B.C., Keri Kelli e Michael Thomas. La batteria da Todd Michael Burr, Kari Kane, Mike Fasano ed Eric Singer. Alexx Michael è l'unico bassista.
In supporto all'album la band partecipò a 10 dete auropee da aprile fino a maggio in Regno Unito, Spagna, Germania, Svizzera e Italia.

## Musicisti partecipanti
- Alexx Michael - Basso
- B.C. - Chitarra
- Steve Summers - Voce (Pretty Boy Floyd)
- Eddie Robison - Voce (Alleycat Scratch)
- Stevie Rachelle - Voce (Tuff)
- Tracii Guns - Chitarra (L.A. Guns, Brides of Destruction)
- Bruce Kulick - Chitarra (Kiss, ESP)
- Kristy Majors - Chitarra (Pretty Boy Floyd)
- Eric Skodis - Batteria (Imperial Drag)
- Robert Sweet - Batteria (Stryper)
- Eric Singer - Batteria (Kiss, ESP, Alice Cooper, Black Sabbath)
- Teddy "Zig Zag" Andreadis - Cori, Tastiere (Alice Cooper, Guns N' Roses, Slash's Snakepit)
- Kari Kane - Batteria (Pretty Boy Floyd)
- Keri Kelli - Chitarra (Pretty Boy Floyd, Big Bang Babies, Ratt, Warrant)
- Keith Alan - Batteria (Big Bang Babies)
- Danny Wagner - Tastiere (Warrant)
- Jani Lane - Cori (Warrant)
- Brian Tichy - Batteria (Sass Jordan, Slash's Snakepit, Tuff, Billy Idol, Foreigner, Ozzy Osbourne, Pride & Glory)
- Ziggy Stardust - Chitarra
- Steve Riley - Batteria (L.A. Guns, W.A.S.P.)
- Gilby Clarke - Cori (Kill for Thrills, Guns N' Roses, Slash's Snakepit, Dad's Porno Mag)
- Mike Fasano - Batteria (Warrant, Dad's Porno Mag)
- Jan Sick - Tastiere
- John Corabi - Vocals (The Scream, Mötley Crüe, Ratt, Brides of Destruction, ESP)
- Phil Lewis - Voce (L.A. Guns)
- Michael Thomas - Chitarra (Tuff, Bang Tango)
- Tod Michael Burr - Batteria (Tuff)
- Mike Warren - Tastiere

## Discografia

### Album in studio
- 1999 - Backstreet Anthems
- 2000 - Queen 4 a Day
- 2002 - Splashed
- 2008 - Famous 4 Madness
- 2013 - Beautiful Disaster

### Live
- 2003 - Super Hardcore Show